# Caralis Chaos
Caralis Chaos és una estructura geològica del tipus chaos a la superfície de Mart, situada amb el sistema de coordenades planetocèntriques a -36.54 ° de latitud N i 179.83 ° de longitud E. El nom va ser fet oficial per la UAI el 22 de setembre de 2014 i el pren d'una característica d'albedo.